# Мокрицкий, Юрий Ярославович
Юрий Ярославович Мокрицкий (укр. Юрій Ярославович Мокрицький; род. 16 октября 1970, Рава-Русская, Львовская область) — советский и украинский футболист. Мастер спорта СССР (1990).
Воспитанник ДЮСШ-4 г. Львов (первый тренер — Богдан Михайлович Грещак) и Львовского спортинтерната (тренеры — Лев Броварский и Ярослав Луцишин).

## Достижения
- Чемпион мира среди юношеских команд (1987)[2]
- Вице-чемпион Европы среди юношеских команд (1987)